# Anne de Montmorency (1493-1567)
Pour les articles homonymes, voir Anne de Montmorency.
Pour les autres membres de la famille, voir famille Montmorency.
Anne de Montmorency, né à Chantilly le 15 mars 1493 et mort à Paris le 12 novembre 1567, est connétable, duc et pair de France, maréchal puis grand maître de France ; il a servi cinq rois. Cet homme extrêmement puissant, qui symbolise la Renaissance française, est un ami intime des rois François Ier et Henri II.

## Biographie

### Jeunesse
Anne de Montmorency naît à Chantilly, fils de Guillaume de Montmorency et d'Anne Pot, comtesse de Saint-Pol (fille de Guyot Pot et de Marie de Villiers de L’Isle-Adam, elle-même fille de Jacques de Villiers, Seigneur de L’Isle-Adam, et de Jeanne de Nesle, fille de Guy IV de Clermont-Nesle d'Offémont). Son père Guillaume de Montmorency (vers 1453-1531) est général des finances et gouverneur de plusieurs châteaux royaux. Il accompagne le roi Charles VIII dans la première guerre d’Italie. La maison de Montmorency est déjà à ce moment l'une des plus puissantes du royaume : elle possède des terres très étendues, de nombreux fiefs et est très proche de la famille royale. Anne de Montmorency hérite par sa mère, Anne Pot, du château de la Rochepot, dans le sud de la Côte-d'Or.
Anne est le filleul de la reine Anne de Bretagne, qui lui donne son prénom (Anne est un prénom épicène à cette époque). Il est élevé au château d'Amboise avec le futur roi de France François Ier, ce qui explique sa proximité avec ce dernier. François Ier se montrera très attentif aux conseils d'Anne de Montmorency, à la fois militaire couronné de succès et grand esthète, même s'ils connaîtront des différends.
Il vit sa première action militaire à la bataille de Ravenne en 1512.

### FrançoisIer
Lorsque François accède au trône de France en janvier 1515, Anne de Montmorency devient un membre influent de sa cour. Lorsque le roi réaffirme la revendication française sur le duché de Milan la même année, Montmorency suit le roi en Italie et se distingue à la bataille de Marignan.
Il est nommé capitaine de la Bastille en 1516 et devient gouverneur de Novare. En 1518, il est l'un des otages en Angleterre pour la dette de François Ier envers Henri VIII pour la ville de Tournai. Il retourne en France pour assister à une conférence de paix courte et infructueuse entre les Français et le Saint-Empire romain germanique en mai 1519. L'année suivante, il est présent au camp du Drap d'Or et ensuite chargé des négociations diplomatiques en Angleterre lorsque les relations entre les deux pays recommencent à se détériorer.
En août 1521, Montmorency participe au commandement de la défense de Mézières contre l'armée impériale allemande qu'il dirige avec Bayard. La même année, il commande les Suisses en Italie où ses qualités militaires sont révélées lors de la prise de Novare. Ses troupes sont vaincues à la bataille de la Bicoque le 27 avril 1522, mais il est nommé maréchal de France en reconnaissance de son courage.
Montmorency passe les trois années suivantes à défendre le nord de la France contre l'invasion anglaise de 1523. À cette époque, l'Angleterre s'est alliée au Saint Empire romain germanique. En 1524, il rejoint à nouveau François Ier dans une campagne pour reprendre Milan. Le 24 février 1525, une armée d'Italiens, d'Espagnols et d'Allemands bat les Français à la bataille de Pavie et capture à la fois Montmorency et le roi. Tous deux sont envoyés en Espagne, mais Montmorency est libéré peu de temps après contre rançon. Il est l'un des négociateurs du traité de Madrid (1526) qui met fin à la première guerre de François Ier et de Charles Quint et assiste le roi lorsqu'il est échangé contre ses deux fils aînés. En 1530, il ramène les fils du roi en France.
Le 23 mars 1526, Anne de Montmorency est nommé grand maître de France chargé de la surveillance de la maison royale et du service privé du roi. La même année, il obtient le poste de gouverneur du Languedoc, ce qui renforce encore sa puissance au sein du royaume de France ; il occupera ce poste tout au long des décennies suivantes avec une brève interruption pendant sa disgrâce. En 1527, il soutient les efforts du roi pour former une alliance contre Charles Quint et travaille avec le cardinal Thomas Wolsey pour former une alliance entre François Ier et Henri VIII. Cela conduit à une nouvelle guerre contre le Saint Empire romain germanique qui se termine par la paix des Dames.
En 1527, en guise de remerciements, le roi lui offre le château de Fère-en-Tardenois lors de ses noces avec Madeleine de Savoie, fille de René de Savoie et d'Anne Lascaris, et cousine du roi. 
En 1532, il est fait chevalier dans l'ordre de la Jarretière par Henri VIII d'Angleterre en reconnaissance de son honneur et de sa bravoure, un des rares cas autres que celui de certains rois ou empereurs français,. 

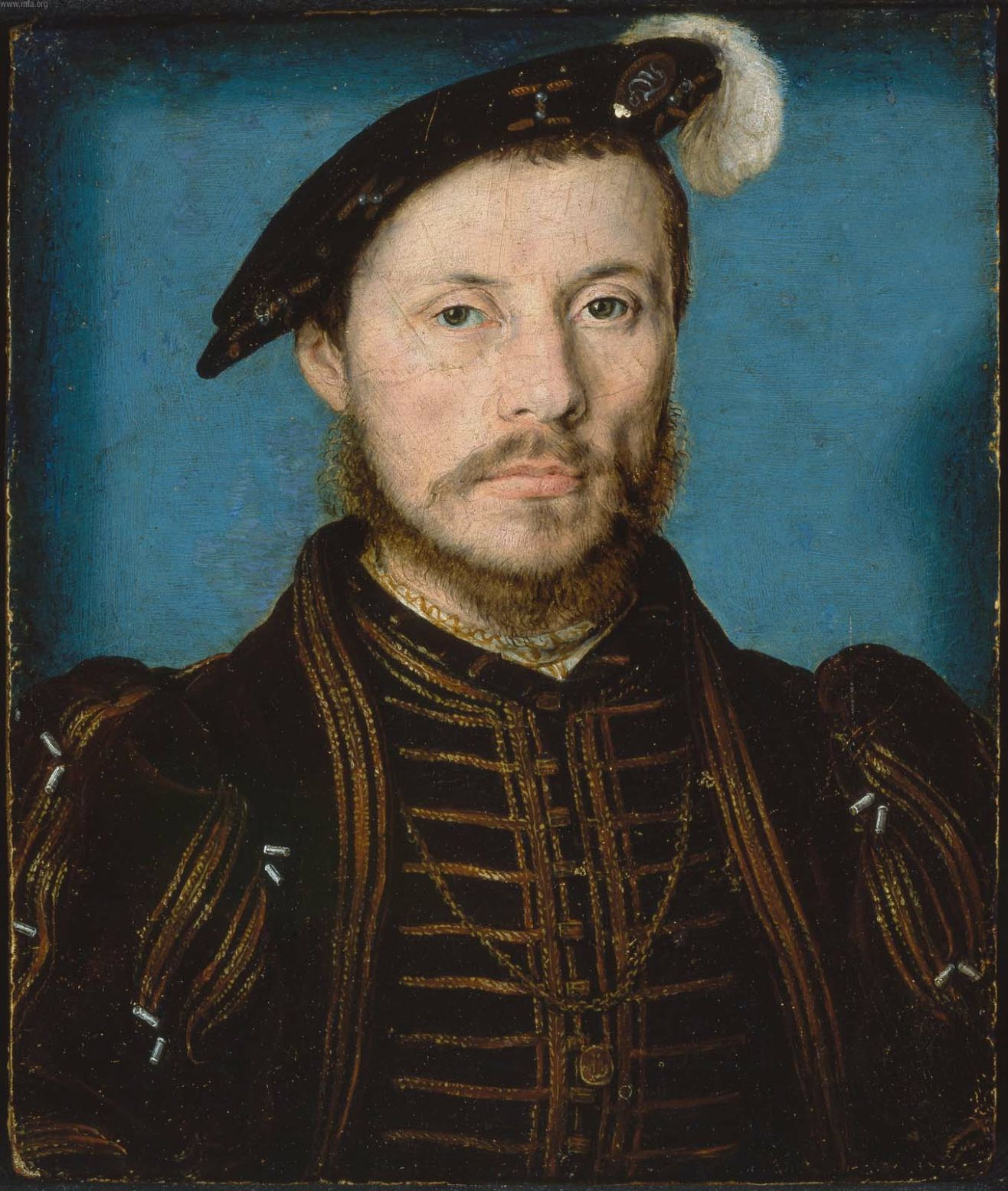
Portrait par Corneille de Lyon, 1533-1536 (?), musée des Beaux-Arts (Boston)
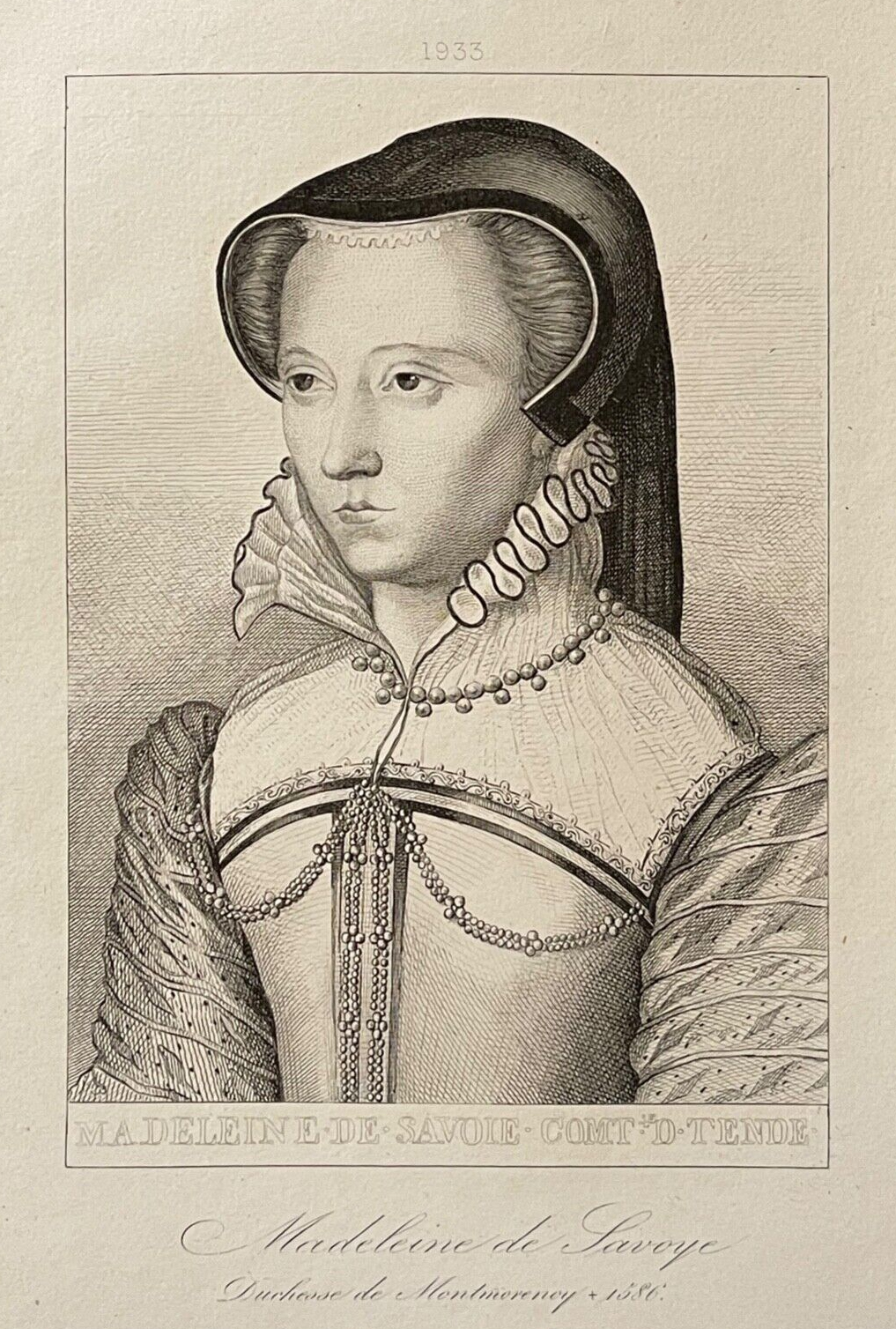
Madeleine de Savoie, Duchesse de Montmorency, inconnu

En 1536, François Ier envahit le duché de Savoie, contre l'avis de Montmorency, revendiquant les terres du duché mais aussi pour faire pression sur Charles Quint pour qu'il lui rende Milan. Celui-ci envahit la Provence depuis l'Italie du Nord en représailles. François nomme Montmorency, qui avait alors pris sa retraite de la cour, lieutenant général dans le sud-est de la France. Il mène la défense de la Provence en utilisant la tactique de la terre brûlée. Montmorency évacue Aix-en-Provence et concentre ses forces près d'Avignon. Au début de l'automne, Charles Quint est contraint de retirer son armée à Gênes et de lever le siège de Marseille. 
Montmorency rejoint le roi en Picardie et, à la fin de la campagne des Pays-Bas, marche pour relever Turin. Il dirige les troupes françaises en 1537 lorsqu'elles attaquent l'Artois aux Pays-Bas et capturent de nombreuses villes avant la trêve de dix ans. Le 10 février 1538, le roi le nomme connétable de France, alors la plus haute distinction : son porteur a la charge du commandement général des armées en l'absence du roi et, en tout lieu, le connétable représente le roi et porte son épée.
Malgré ses nombreux succès militaires, Anne de Montmorency défend la paix, contre l'attitude dominante de la cour. Il renouvelle les négociations avec le Saint Empire romain germanique et encourage le pape Paul III à créer un arrangement. Il profite de son crédit auprès du roi pour amener les entrevues de François Ier à Nice avec Paul III et à Aigues-Mortes avec l'empereur. Il réussit à y faire se rencontrer les deux rois en juillet 1538. Selon l'accord qu'il a négocié, François s'attend à ce que Charles Quint lui rétrocède le Milanais en signe d'alliance, mais Charles Quint en fait don à son fils, offrant le titre de duc de Milan à son fils Philippe.
Cette position le fait entrer en conflit avec Anne de Pisseleu, duchesse d'Étampes, favorite du roi. Lorsque François Ier renonce à cette politique pacifique en 1541, Anne de Montmorency tombe en disgrâce. Le conflit politique avec le parti de la favorite se double d'une animosité privée qui renforce la haine d'Anne de Pisseleu. En effet, le connétable, qui a la réputation d'être pudibond, volontiers moralisateur, a eu une liaison, brève mais intense, sans doute honteuse, avec une dame de la suite d'Anne de Pisseleu, Mademoiselle de Saint-Gilles. De cette liaison est née une fille, Anne (1539-1570), que le connétable refuse de reconnaître. Depuis lors Anne de Pisseleu œuvre à la disgrâce d'Anne de Montmorency,. 
À la suite de cet échec diplomatique, Montmorency perd les faveurs de la cour. François Ier se tourne vers ses rivaux, le cardinal de Tournon, Claude d'Annebault et sa maîtresse Anne de Pisseleu. Montmorency se retire de la cour en juin 1541. Le 21 mai 1542, François abolit tous les gouvernorats, interdisant à ses sujets de tenir compte des ordres de leurs anciens gouverneurs. Dans les semaines suivantes, il crée de nouvelles commissions pour tous les autres ex-gouverneurs sauf Montmorency : il est donc évident qu'il s'agit une méthode détournée pour le relever spécifiquement de ses titres. Montmorency continue à entretenir une correspondance avec le prince Henri. Jusqu'à la mort de François Ier, le 31 mars 1547, le Connétable ne reparait plus à la cour.

### HenriII

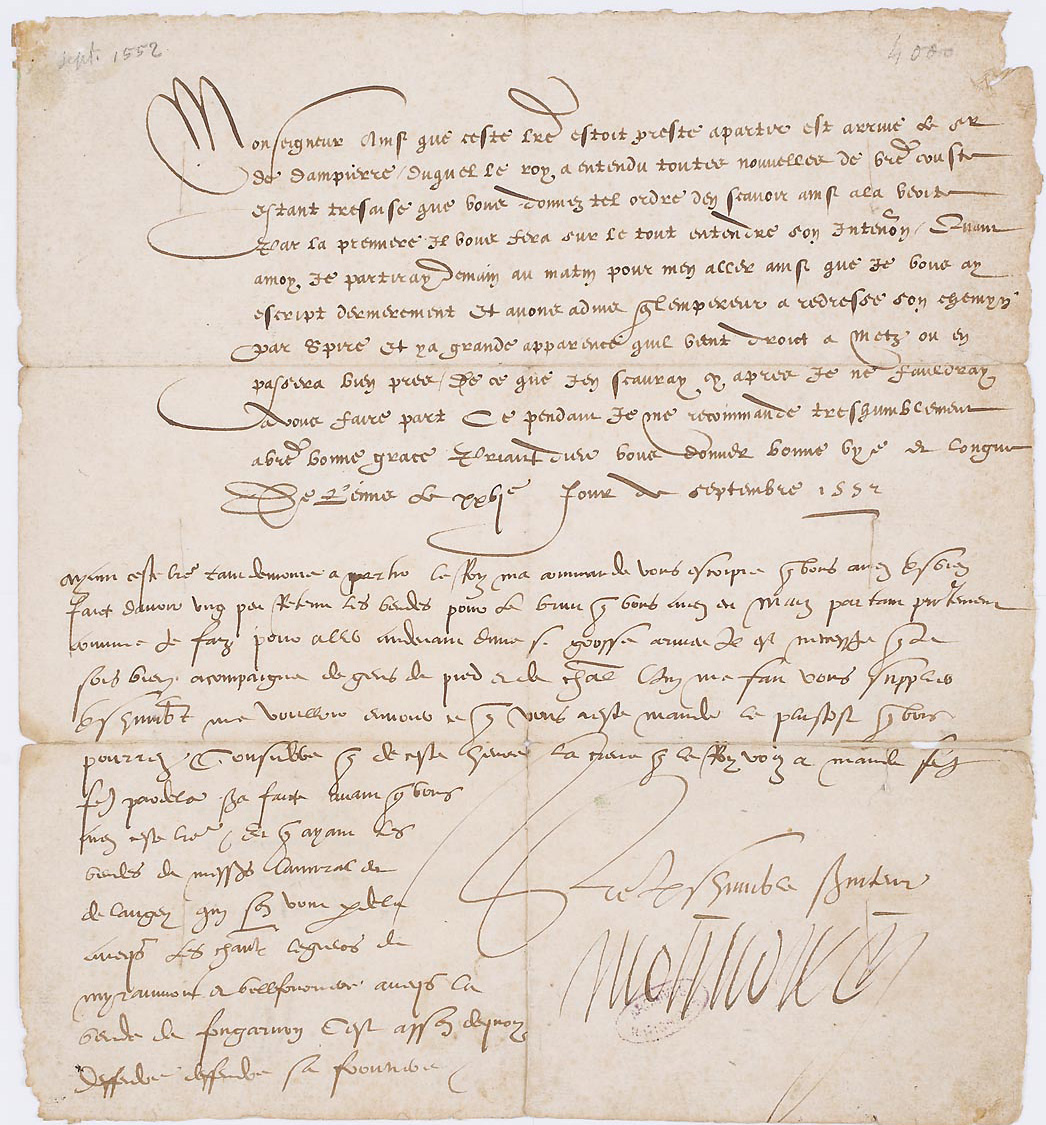
Lettre de Montmorency demandant des renforts au duc de Vendôme contre Charles Quint, 26 septembre 1552. Archives nationales.

Anne de Montmorency ne revient à la vie publique qu'à l'avènement d'Henri II en avril 1547. Henri II qui succède à François Ier, appelle le connétable son compère (Anne de Montmorency est pour ainsi dire un père pour lui, tant il a été proche de François Ier). Henri II lui rend toutes ses anciennes charges et renvoie la duchesse d'Étampes et ses partisans ; sa puissance est partagée toutefois avec les Guise. L'affrontement entre les Guise et les Montmorency ne fera que s'aggraver au cours du règne d'Henri II.
En 1548, Anne de Montmorency écrase les insurrections dans le sud-ouest, réprimant durement la jacquerie des Pitauds à Bordeaux due à la tentative d’application de la gabelle, l’impôt sur le sel : malgré la reddition de la ville, il fait exécuter cent bourgeois et magistrats.
De 1549 à 1550, Montmorency mène la guerre dans le Boulonnais, négociant le traité de reddition de Boulogne le 24 mars 1550. En récompense, le roi le crée duc et pair de France et en 1551, sa baronnie est élargie en duché. Il ne peut empêcher les Guise de provoquer une rupture avec Charles Quint, puis avec Philippe II. En 1552, ses armées combattent dans le nord-est lorsque l'armée française s'empare de Metz, Toul et Verdun au début du « Voyage d'Allemagne ».
Vaincu par le duc Emmanuel-Philibert de Savoie (1528-1580), commandant en chef de l'armée impériale du roi d'Espagne, Philippe II, à la bataille de Saint-Quentin le 10 août 1557, il est fait prisonnier par les forces espagnoles des Habsbourg : pour obtenir sa libération, il contribue à la signature des traités du Cateau-Cambrésis les 2 et 3 avril 1559 qui mettent un terme au conflit entre la France d'un côté, l'Espagne, les États de Savoie et l'Angleterre de l'autre.
À partir de 1551, il tient également la charge de gouverneur de Caen.

### FrançoisII
À cette période, les Guise l'ont supplanté et le roi François II, âgé de 15 ans, le traite avec indifférence. Montmorency doit céder son statut de Grand Maître au duc de Guise. Cependant, son fils est nommé maréchal à titre d'indemnité. Il se retire de lui-même dans ses terres.

### Guerres de religion
À l'avènement de Charles IX en 1560, Anne de Montmorency reprend ses fonctions à la cour. Cependant, lorsque son neveu protestant Gaspard II de Coligny et le chancelier humaniste Michel de L'Hospital affirment leur influence sur la régence du jeune roi, Montmorency, résolument catholique, quitte la cour. Pendant les guerres de religion, en avril 1561, il s'allie à François de Guise, son ancien ennemi, et à Jacques d'Albon de Saint-André pour former l'équipe dirigeante du parti des zélés pendant la première guerre de religion, un « triumvirat » catholique, pour défendre le catholicisme.
Montmorency est un commandant militaire de premier plan dans les guerres de religion. Le 19 avril 1562, Catherine de Médicis préoccupée par la montée de l'influence huguenote, convoque le « triumvirat ». Montmorency adresse une pétition au nonce apostolique pour de l'argent et des troupes, bien que sur l'insistance de Catherine, le « triumvirat » écrive à Philippe II, faisant appel au soutien militaire espagnol. En juin 1562, Montmorency et l'armée catholique du « triumvirat » sont près de Jargeau face à l'armée huguenote de Louis Ier de Bourbon-Condé. Après quelques manœuvres stratégiques des armées catholiques et huguenotes autour d'Orléans et de Blois, des escarmouches mineures éclatent pendant que Montmorency s'engage dans des négociations trompeuses. Lors de la bataille de Dreux le 19 décembre 1562, la seule grande bataille de la guerre, il est capturé tôt lorsque la cavalerie qu'il commande est mise en déroute. Les soldats de Montmorency remportent finalement la bataille qui est l'une des plus sanglantes du XVIe siècle.
Il se rapproche après la paix de son neveu protestant, Gaspard II de Coligny, après avoir contribué à la signature de la paix d'Amboise le 19 mars 1563.
Même au plus fort des guerres de religion, et investi militairement du côté catholique, il sauve de l'exécution plusieurs artistes protestants en obtenant leur grâce auprès du Roi.
Montmorency dirige par la suite le siège du Havre (1562-1563) contre les Anglais, mais repousse toute intervention aux Pays-Bas.

### Mort

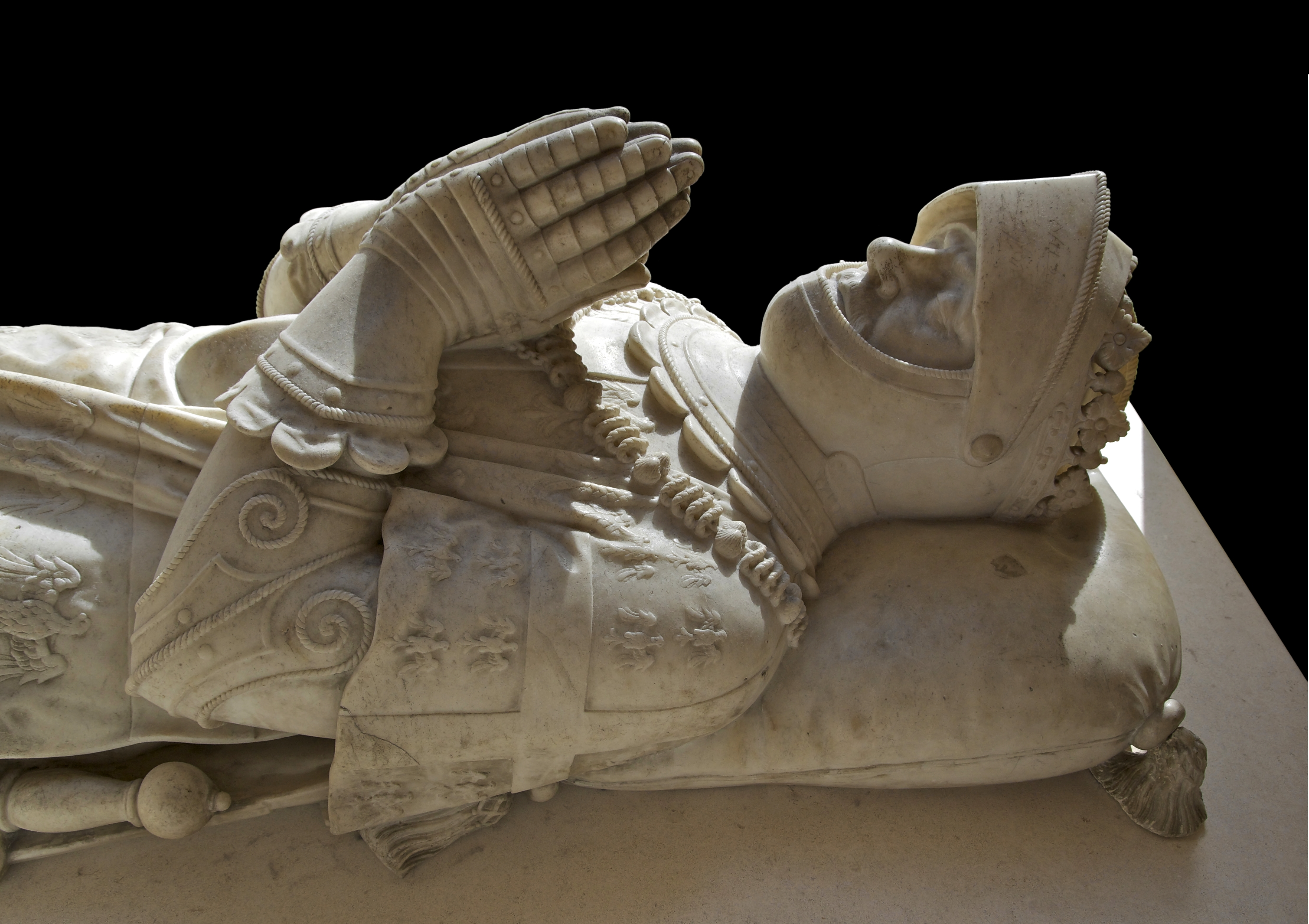
Gisant d'Anne de Montmorency, actuellement conservé au Louvre.

En 1567, les guerres de religion françaises reprennent après la surprise de Meaux, l'échec de la tentative de coup d'État de Condé. Désespéré par le basculement de ses neveux, les frères Châtillon, François de Coligny d'Andelot et Odet de Coligny, qui ont pris la tête du parti huguenot, ce qu'il considère comme une trahison, il n'hésite pas à les combattre en personne.
Le 10 novembre 1567, âgé de 74 ans, Montmorency mène l'armée royale à la victoire lors de la bataille de Saint-Denis. Encerclé, blessé au visage, il refuse de se rendre et est mortellement blessé d'un coup de pistolet dans le dos par un certain Robert Stuart ; il meurt deux jours plus tard.

## Mécénat

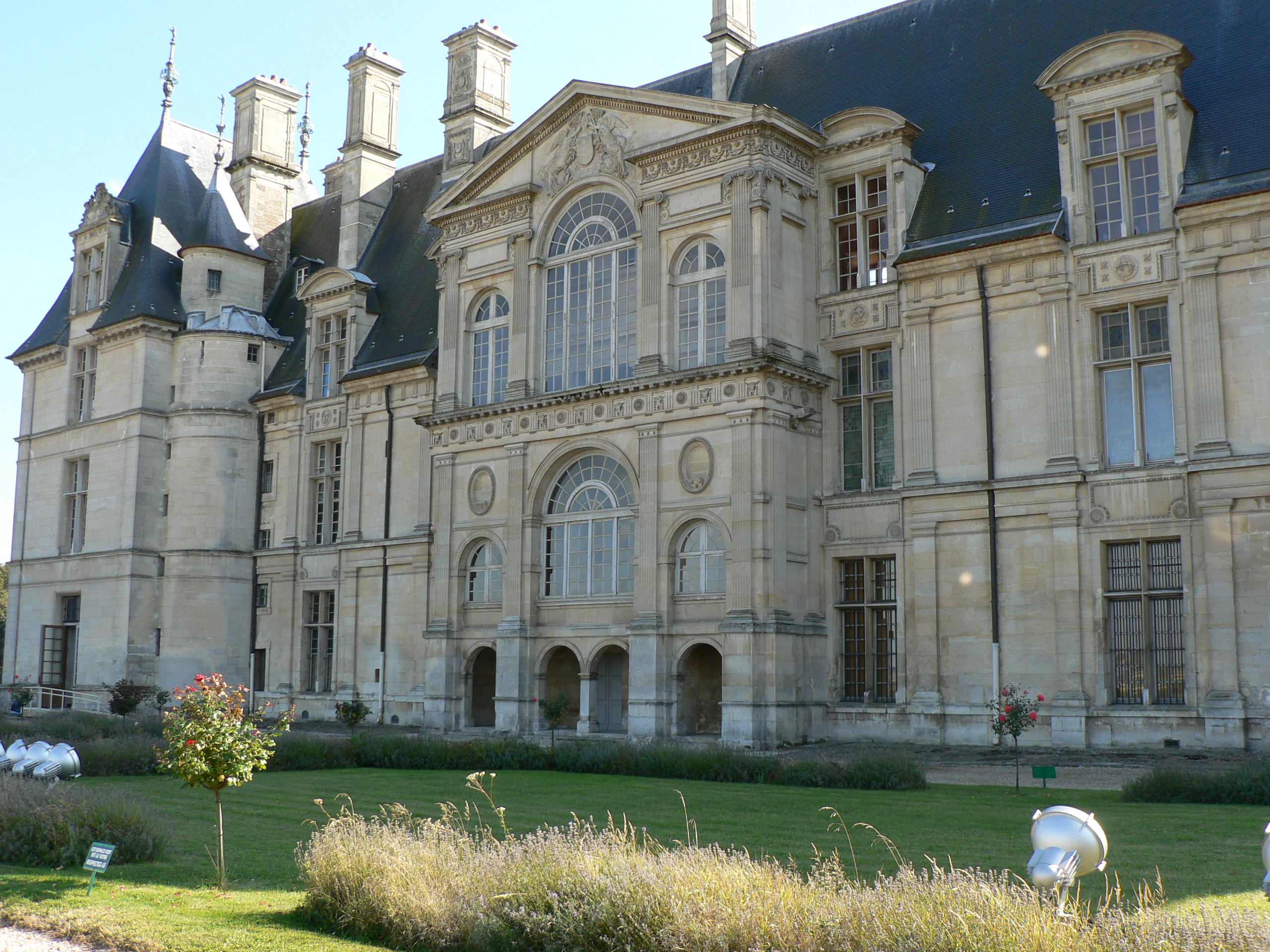
La façade principale du château d'Écouen donnant sur la Plaine de France.

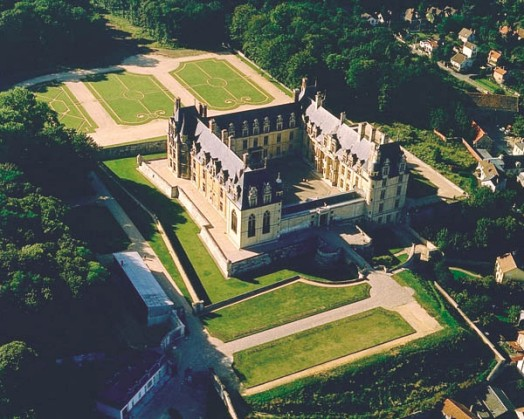
Vue aérienne du château, du parc et de la ville d'Écouen en contrebas.

Créé duc et pair en 1551, Anne de Montmorency était devenu un des plus puissants seigneurs de France, possédant près de 600 fiefs, aimant les arts et protégeant Bernard Palissy ainsi que Jean Bullant, l'architecte de ses deux châteaux de Chantilly et d'Écouen. Ce château d'Écouen peut lui-même symboliser l'homme que fut Anne de Montmorency : à la fois forteresse stratégique et imposante, mais aussi palais des arts inspirés des plus grandes œuvres architecturales d'Italie.
Anne de Montmorency fait rénover le château médiéval de Chantilly, légué en 1484 par Pierre III d'Orgemont (arrière-petit-fils de Pierre d'Orgemont, chancelier de France), sans enfant, à son neveu Guillaume de Montmorency. Grand esthète et collectionneur d'art, Anne de Montmorency prête, tout comme François Ier, une grande attention au renouveau des arts à la Renaissance. Il sera d'ailleurs le financeur et le protecteur d'un grand nombre d'artistes célèbres de l'époque, tel que Bernard Palissy. À la fin des années 1530, il commande une Pietà  à l'artiste de la cour de François 1er, Rosso Fiorentino, aujourd'hui au musée du Louvre. Il intervient plusieurs fois, en tant que mécène, pour sauvegarder des édifices précieux menacés de s'effondrer par manque d'entretien.
Anne de Montmorency fait surtout élever le château d'Écouen, sa demeure principale et monumentale à flanc de colline. Passionné d'art, il emploie pour cela certains des plus grands sculpteurs de toute l'Europe, ainsi que des céramistes, des peintres et des architectes. L'architecte principal d'Écouen est Jean Bullant, qui participera plus tard à l'édification du palais des Tuileries. Le jeune sculpteur Jean Goujon trouvera la célébrité par les œuvres qu'il réalisera pour le château d'Écouen à la demande du duc de Montmorency. Pour orner sa demeure, Anne de Montmorency fait encore venir de toute l'Europe certains des objets les plus raffinés de la Renaissance. Une fois achevé, ce château devient sa résidence principale.
Sous le règne de Henri II (1547-1559), dont Anne de Montmorency est le mentor, le connétable fait la connaissance de Philibert Delorme qui travaille pour le roi dans les châteaux de Saint-Maur, Anet et Meudon. Delorme est devenu un architecte influent, comblé d'honneurs. Anne de Montmorency lui commande la rénovation du château de Fère-en-Tardenois. Là Delorme rénove la porte d'entrée du château, les logis, et fait édifier un pont-galerie. En 1557 les travaux ne sont pas achevés, Delorme tombant en disgrâce. Le château de Fère-en-Tardenois avait accueilli à de fréquentes reprises François Ier pour des parties de chasse dans le parc du château. Après la rénovation, Henri II séjourne au château de Fère-en-Tardenois avec sa maîtresse de l'époque, Nicole de Savigny, baronne de Fontette.

## Ascendance

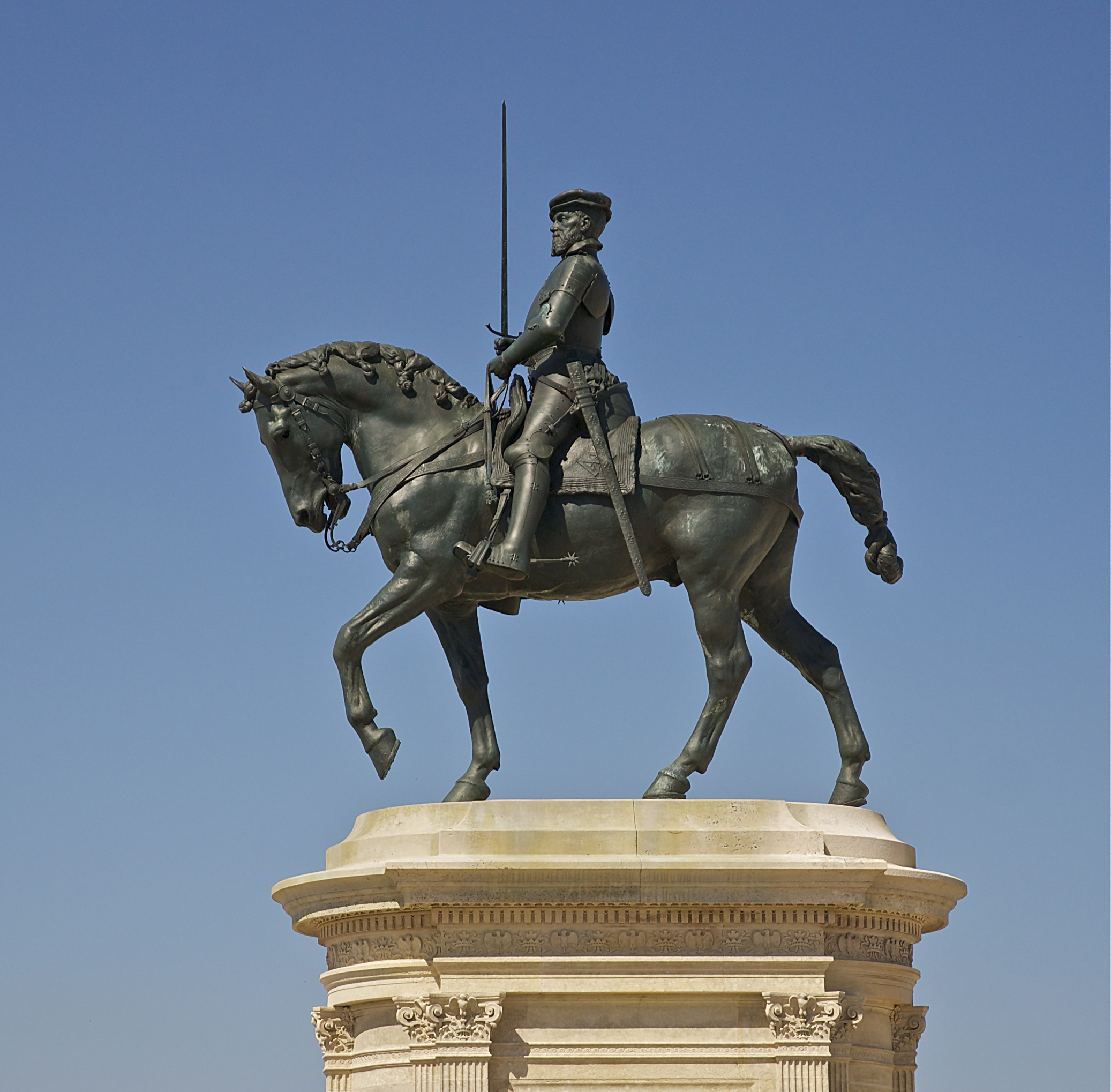
Statue équestre au Château de Chantilly, par Paul Dubois, 1886.

## Enfants
De son épouse Madeleine de Savoie-Tende, Anne de Montmorency a douze enfants :
- François (1530-1579), l’aîné, qui lui succède. 2e duc, Grand-maître, maréchal, gouverneur d'Ile-de-France, gendre du roi Henri II, Mort sans postérité survivante ;
- Henri (1534-1614), qui remplace son frère aîné, 3e duc, maréchal, connétable, gouverneur du Languedoc : 
  - père, par sa 2e femme Louise de Budos, du 4e et dernier duc de Montmorency, le maréchal Henri II (1595-décapité en 1632 ; sans postérité), et de Charlotte-Marguerite de Montmorency, princesse de Condé (mère du Grand Condé),
  - par sa 1re épouse, Antoinette de La Marck (petite-fille de Diane de Poitiers ; arrière-arrière-petite-fille de Charles VII et d'Agnès Sorel), il est le père de Marguerite (x son cousin germain Anne de Lévis-Ventadour ci-dessous), et de Charlotte de Montmorency (bru de Charles IX par son union avec Charles, duc d'Angoulême) ;
- Charles (1537-1612), seigneur de Méru, puis baron, puis duc de Damville et pair de France, amiral (mort en 1612 sans postérité)[31] ;
- Gabriel, baron de Montbéron, né en 1541-tué à la bataille de Dreux en 1562 ;
- Guillaume (vers 1547-1594), seigneur de Thoré et de Dangu, marié à Léonore d’Humières, puis à Anne de Lalaing, d'où du 2e lit : 
  - Madeleine de Montmorency (1582-1615), mariée le 19 juin 1597 avec Henri de Luxembourg-Brienne (cf. l'article Antoine), duc de Piney, d'où la suite des ducs de Piney-Luxembourg en succession féminine (les Montmorency-Bouteville-Luxembourg, dont François-Henri) ;
- Éléonore, morte vers 1557, mariée en 1545 à François III de La Tour d'Auvergne : 
  - leur fils est Henri de La Tour d'Auvergne duc de Bouillon, père du maréchal de Turenne ;
- Jeanne, morte en 1596, mariée en 1549 à Louis III de La Trémoille, duc de Thouars : d'où la suite des La Trémoïlle, ducs de Thouars, comtes de Laval, princes de Talmont, 
  - et Charlotte-Catherine de La Trémoille, princesse de Condé (son fils est Henri II de Condé, et son petit-fils est le Grand Condé) ;
- Catherine (1532-1624), mariée en 1553 à Gilbert III de Lévis, d'où la suite des ducs de Lévis-Ventadour par leur fils Anne ;
- Marie, mariée en 1567 à Henri de Foix-Candale, d'où Marguerite de Foix qui épouse en 1587 le duc d'Épernon ;
- Anne (morte en 1588), abbesse de la Trinité de Caen ;
- Louise, abbesse de Gercy ;
- Madeleine (morte en 1598), abbesse de Caen après sa sœur Anne.

Deux de ses arrière-petits-fils sont d'éminents chefs militaires : le maréchal de Turenne (1611-1675) et le Grand Condé (1621-1686).
Ronsard, dans Les Hymnes, (Hymne de Henri II, v. 442), le cite parmi les « Mars » qui sont au service d'Henri II.
Il a une enfant illégitime :
- Anne (1539-1570), fille de Mademoiselle de Saint-Gilles.

## Postérité
Une statue du duc sculptée par Paul Dubois en 1886 est présente sur l'esplanade du château de Chantilly.
Chaque année, la commune d'Écouen organise une grande fête au mois de mai, appelée le « festival du Connétable » en l'honneur d'Anne de Montmorency. La dernière édition (mai 2015) a attiré plus de 7 000 visiteurs.
Paul Delon interprète Anne de Montmorency dans Francois Ier de Christian-Jaque en 1937.